# Lokomotiv Yaroslavl
El Lokomotiv Yaroslavl (ruso: Локомотив Яросла́вль) es un club profesional ruso de hockey sobre hielo, que participa en la Liga Continental de Hockey (KHL). El nombre del equipo deriva de su propietario, Russian Railways, la compañía ferroviaria nacional. Juega sus partidos como local en el Arena 2000, con capacidad para 9.046 personas. De 1959 a 2001 jugó en el Avtodizel Arena. Los colores del equipo son rojo, azul y blanco, y han ganado tres Campeonatos Rusos, en 1997, 2002 y 2003.
El 7 de septiembre de 2011, el avión que les transportaba a un partido en Minsk se estrelló poco después del despegue, muriendo así toda la plantilla del equipo y el personal de entrenamiento excepto el jugador Alexander Galimov, que después moriría el 12 de septiembre en un hospital de Moscú.

## Historia
El Lokomotiv Yaroslav se fundó en 1949. Desde entonces se ha conocido por muchos nombres, siendo el original el nombre actual:
- Lokomotiv Yaroslavl (1949–1955)
- Spartak Yaroslavl (1955–1956)
- Khimik Yaroslavl (1956–1957)
- HC YMZ Yaroslavl (1959–1963)
- Trud Yaroslavl (1963–1964)
- Motor Yaroslavl (1964–1965)
- Torpedo Yaroslavl (1965–2000)
- Lokomotiv Yaroslavl (2000)

El equipo jugaba generalmente en la Segunda Liga de la Clase "A" durante la era soviética, siendo ascendidos a la Primera Liga de la Clase "A" en la temporada 1983-84. El equipo consiguió un éxito moderado con el entrenador Sergei Alekseyevich Nikolaev. Se convirtió en un ganador consistente durante los años 1990 y ganó su primer campeonato en 1997 bajo la dirección del entrenador Petr Vorobev. El club se trasladó del Avtodizel Arena al nuevo Arena 2000 a principios de la temporada 2001-02, y ganó dos campeonatos consecutivos en 2002 y 2003 con el entrenador checo Vladimír Vujtek. Vujtek dejó el equipo tras la temporada 2002-03 y, desde entonces, el Lokomotiv Yaroslav no ha vuelto a conseguir ningún campeonato, aunque sigue siendo un contendiente en la Superliga Rusa.

## Accidente aéreo de 2011
El 7 de septiembre de 2011, toda la plantilla excepto un jugador murieron en un accidente de avión mientras volaban a Minsk para el primer partido de la temporada. El avión se prendió en llamas y chocó poco después del despegue, a unos 4 kilómetros del Aeropuerto Tunoshna. Reportes preliminares dijeron que los 45 pasajeros y la tripulación habían fallecido. Sin embargo momentos después se supo que el jugador Alexander Galimov y un ingeniero de vuelo habían sobrevivido el choque inicial. Finalmente, Galimov falleció el 12 de septiembre de 2011 a los 26 años de edad a causa de las quemaduras producidas durante el accidente en el 80% de su cuerpo.